# Kancelář šang-šu
Kancelář šang-šu (čínsky v českém přepisu Šang-šu šeng, pchin-jinem Shàngshū shěng, znaky zjednodušené 尚书省, tradiční 尚書省, doslovně „oddělení dohledu nad dokumenty“) byl počínaje obdobím po pádu dynastie Chan koncem 3. století a konče 12. stoletím jedním z nejvyšších civilních úřadů ve staré Číně v systému organizace vládní administrativy známém jako tři kanceláře a šest ministerstev.

## Název
Šeng (省) je část nebo oddělení zabývající se dohledem nad svěřeným oborem nebo oblastí s cílem zlepšení jeho fungování, postupně získalo mimo jiné význam provincie. Šang-šu (尚書) znamenalo „odpovědný za dokumentaci [záležitostí]“, „vedoucí [nějakou] dokumentaci“. Termín původně (za dynastie Čchin) označoval čtveřici písařů v úřadě komořího šao-fu. Jejich význam během chanského období postupně vzrůstal až se koncem 3. století stal šang-šu šeng jedním z nejdůležitějších úřadů státu.

## Historie
Termín šang-šu původně (za dynastie Čchin) označoval čtveřici písařů v úřadě komořího šao-fu (少府). V chanském období jejich význam postupně rostl. Skrze jejich ruce procházely dokumenty určené císaři, navrhovali koncepty odpovědí a císařských rozhodnutí.
Císař Wu-ti (vládl 141–87 př. n. l.) tajemníky a písaře rozdělil do čtyř oddělení:
- pro „služebníky“ (常侍曹, čchang-š’-cchao), pro korespondenci s nejvyššími úředníky;
- pro úředníky s rankem 2000 š’ (二千石曹, er-čchien-š’-cchao), komunikující s oblastními inspektory a guvernéry komandérií;
- pro lid (民曹, min-cchao), vyřizující korespondenci s ostatními úředníky a obyvatelstvem;
- pro návštěvy (客曹, kche-cchao), organizující přijetí vyslanců cizích zemí.[3]

Tajemníci a písaři patřili k úředníkům a neměli přístup do vnitřních prostor císařského paláce. Neformálně se proto vyřizování císařské korespondence věnovali i někteří eunuši. Císař Wu-ti jejich postavení formalizoval zřízením úřadu eunušských tajemníků. Tito byli označováni čung-šu, nebo čung šang-šu. Patrně prvním z nich byl S’-ma Čchien po jeho kastraci. V jejich čele stál ředitel čung šang-šu ling (中尚書令), krátce čung-šu ling (中書令).
V 1. století př. n. l. získal císařský sekretariát šang-šu šu (尚書署) značný vliv. Mocní sekretáři 1. století př. n. l. byli např. Čang An-š’, Chung Kung, nebo Š’ Sien. Roku 29 př. n. l. císař Čcheng-ti sekretářské úřady reorganizoval. Eunušští tajemníci byli zrušeni, úřednický sekretariát přejmenován na šang-šu tchaj (尚書台), a vznikla v něm pátá sekce „tří vévodů“ (三公曹, san-kung-cchao).
Ve druhé čtvrtině 1. století již kancelář šang-šu zahrnovala desítky úředníků a písařů v šesti sekcích cchao (曹):
- pro „služebníky“ (čchang-š’-cchao; později personální (吏部曹, li-pu-cchao), vyřizující císařovu korespondenci se špičkami státní správy;
- pro guvernéry komandérií (er-čchien-š’-cchao), komunikující s regionálními úřady;
- pro lid (min-cchao), vyřizující korespondenci s nižšími úředníky a prostými poddanými;
- pro návštěvy (kche-cchao nebo 主客曹, ču-kche-cchao), organizující přijetí vyslanců cizích zemí;
- tří vévodů (san-kung-cchao), věnující se záležitostem spojeným se „třemi vévody“ san-kung;
- právní (都官曹, tu-kuan-cchao).[6]

V období po pádu dynastie Chan v polovině 3. století stanuly v čele civilní správy říše Wej dvě kanceláře, kromě kanceláře šang-šu šeng odpovídající za vykonání císařských rozhodnutí a nařízení vznikla ještě kancelář čung-šu (中書省), která odpovídala za formulaci vládní politiky a sepisování císařských nařízení a dekretů.
V říši Západní Ťin (265–316) z obavy z moci těchto dvou úřadů vznikla třetí, kontrolní kancelář men-sia. Kancelář šang-šu i dvě další zůstaly na vrcholu administrativy i za severních a jižních dynastií, byť podlehly různým reorganizacím (například v říši Severní Wej (386–534) se kancelář šang-šu dělila na 36 sekcí cchao) a přejmenováním (v různých dobách se kancelář šang-šu označovala šang-šu s’, tu-šeng, pej-šeng, nej-tchaj).
Systém úzce spolupracujících tří kanceláří přetrval i v říších Suej (581–618) a Tchang (618–907). Za Tchangů byla kancelář šang-šu nejvýznamnější ze všech. Jako ředitel šang-šu ling (měl hlavní druhou hodnost) sloužil v počátcích říše Tchang Li Š’-min (později v letech 626–649 císař). Z úcty k němu a také z obavy z přílišné moci ředitele kanceláře, nebylo po jeho přechodu na trůn místo ředitele obsazováno. Kancelář poté vedli zástupci ředitele zleva a zprava, kteří měli vedlejší druhou hodnost. Jejich oficiální titul byl čcheng-siang (丞相, hlavní rádce), nazývali je též pchu-jie (僕射, volně „pomocníci k dostižení cíle“, doslova „nejlepší střelci [z luku]“).
Za Tchangů se kancelář šang-šu skládala z všeobecné správy kanceláře tu-šeng (都省) a odborných úseků pu (部), tradičně překládaných jako „ministerstva“. Ve všeobecné správě kanceláře pracovali tajemníci různých hodností a větší množství registrátorů, písařů, vrátných a skladníků, celkem mnoho desítek osob. V čele každého ministerstva (úseku pu) stál ministr (尚書, šang-šu) a zástupce ministra (侍郎, š'-lang). Ministerstev bylo šest:
- Ministerstvo státní správy (吏部, li-pu), či personálu, které provádělo jmenování, odvolávání a překládání úředníků. Rovněž udělovalo čestné tituly.
- Ministerstvo daní (戶部, chu-pu), nebo financí, které bylo zodpovědné za provádění soupisů obyvatelstva, vybírání daní a nakládání s nimi. Staralo se též o záležitosti měny.
- Ministerstvo obřadů (禮部, li-pu), či rituálu, které se staralo o řádný chod všech ceremonií, rituálů a obřadů. Vedlo evidenci buddhistických a taoistických mnichů. Rovněž organizovalo přijímání zahraničních poselstev a přijímání tributu.
- Ministerstvo vojenství (兵部, ping-pu), které se staralo o jmenování, překládání a odvolávání důstojníků. Spravovalo vojenské sklady s výzbrojí a výstrojí. Taktéž řídilo vládní kurýrní službu.
- Ministerstvo trestů (刑部, sing-pu), či spravedlnosti, které dohlíželo na výkon spravedlnosti v provinciích.
- Ministerstvo (veřejných) prací (工部, kung-pu), které organizovalo vládní stavební projekty, včetně pracovní povinnosti řemeslníků a nájem pracovních sil. Řídilo státní dílny, údržbu komunikací, standardizaci měr a vah.

Počínaje vládou císaře Süan-cunga (712–755) ztrácela kancelář šang-šu, resp. její ministerstva, vliv a kompetence ve prospěch nově zřizovaných agentur a institucí, pomocí nichž chtěli císaři přímo kontrolovat důležité záležitosti, zejména ve finanční oblasti.
V říši Sung (po roce 960) tři kanceláře prakticky splynuly do císařského sekretariátu čung-šu men-sia. Roku 1082 sungský císař Šen-cung tři kanceláře obnovil a oddělil, poté čung-šu šeng zvažovala politiku, men-sia šeng zkoumala možné alternativní politiky a šang-šu šeng je s podřízenými ministerstvy realizovala. Rozdělení výrazně zpomalilo chod vlády, protože ředitelé kanceláří komunikovali s císařem samostatně. Po Šen-cungově úmrtí roku 1085 kanceláře opět úzce spolupracovaly a roku 1129 byly sloučeny v jednu, šang-šu šeng, i když místa ředitelů kanceláří čung-šu a men-sia byla zrušena až roku 1172.
Podobně i v říši Ťin stála od roku 1156 v čele civilní správy jako jediná kancelář. V říši Jüan vedla civilní správu kancelář čung-šu; kancelář šang-šu byla obnovena začátkem 14. století, ale pouze nakrátko.